# SuperSplash
De SuperSplash is een waterachtbaan in het Belgische pretpark Plopsaland Belgium. De attractie werd in 2006 gebouwd door MACK Rides en is in het thema van Piet Piraat opgebouwd. Deze Super Splash was voor de bouwer de eerste met een in de toren ingebouwde lift.  De toren is 30 meter hoog en de maximale snelheid bedraagt ongeveer 70 km/u.

## De rit
Bezoekers nemen plaats in een van de piratenbootjes.  De lift in de toren brengt het bootje op de gewenste hoogte. Tijdens het stijgen wordt ook nog een draai gemaakt naar de glijbaan.  Dan  volgt een gecontroleerde val, waarbij een heuveltje zorgt voor het afremmen voordat de bootjes in de vijver komen.  Het slot van de rit wordt gevormd door een rustige vaart over de vijver, waarbij ook onder de glijbaan en de remheuvel doorgevaren wordt.